# جائحة فيروس كورونا في كوراساو 2020
تم تسجيل أول حالة إصابة جراء جائحة فيروس كورونا 2020 في كوراساو يوم 13 مارس 2020. كانت الحالة لرجل من هولندا يبلغ من العمر 68 عامًا ذهب إلى كوراساو لقضاء العطلة.

## خلفية
في 12 يناير 2020، أكدت منظمة الصحة العالمية عن ظهور فيروس كورونا المستجد كسبب للمرض التنفسي الذي أصاب مجموعة من الأشخاص في مدينة ووهان، مقاطعة خوبي، الصين، إذ أُبلغ عنهم إلى منظمة الصحة العالمية في 31 ديسمبر 2019. كانت نسبة الوفيات بين الحالات المُشخصة بكوفيد-19 أقل بكثير من جائحة فيروس سارس في عام 2003، لكن انتقال العدوى كان أكبر، والوفيات أيضًا.

## الجدول الزمني
في 13 مارس 2020، أعلن رئيس وزراء الكوراساوي أوجيني روغجيناث عن أول حالة إصابة بفيروس كورونا المستجد في البلاد لرجل من هولندا يبلغ من العمر 68 عامًا كان يقضي عطلته على الجزيرة. تم توقع تسجيل حالة إصابة ثانية وهي زوجة الرجل المصاب. ومنذ حينها، خضع جميع الأشخاص الذين كانوا على اتصال بالزوجين للاختبار. معظم الحالات ثبت عدم إصابتها بالفيروس ولكن بقيت نتيجة حالتين اثنتين غير أكيدة أو تحت المتابعة المكثفة.
وقد أعلنت البلاد في أعقاب هذا الإعلان عن إيقاف جميع الرحلات الجوية القادمة من أوروبا إلى الجزيرة.
في 18 مارس 2020، أعلنت السلطات عن موت أول حالة إصابة يتم تشخيصها في البلاد (الرجل الهولندي البالغ من العمر 68 عامًا) في مركز كوراساو الطبي. تخضع حالتين أخرتين للعلاج اعتبارًا من 18 مارس.